# Gravine di Toronto

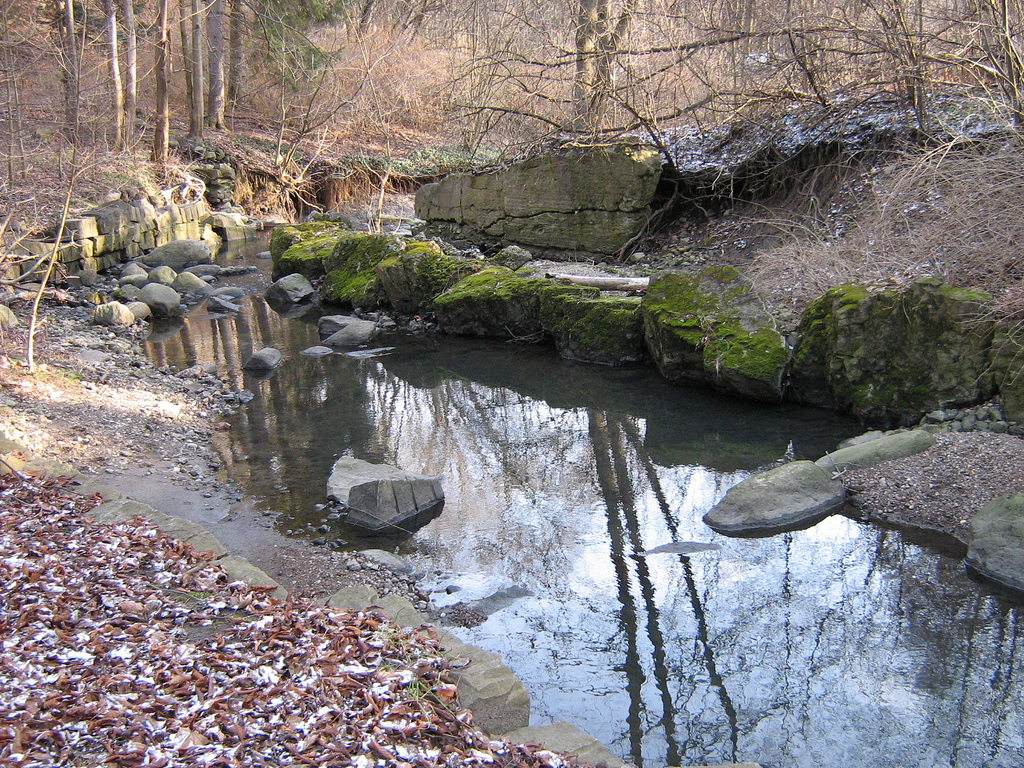
Il torrente Yellow Creek scorre in una gravina vicino a Rosedale

Il sistema delle gravine di Toronto è una delle caratteristiche più peculiari della geografia di Toronto, Ontario, Canada.
Si tratta di un sistema di profonde gravine che formano una grande foresta urbana che attraversa la maggior parte della città, per la maggior parte le gravine di Toronto non sono state edificate e costituiscono pertanto un grande parco naturale. Lo slogan della città di Toronto "la città nel parco" deriva parzialmente dal grande sistema verde delle gravine.